# Gerücht

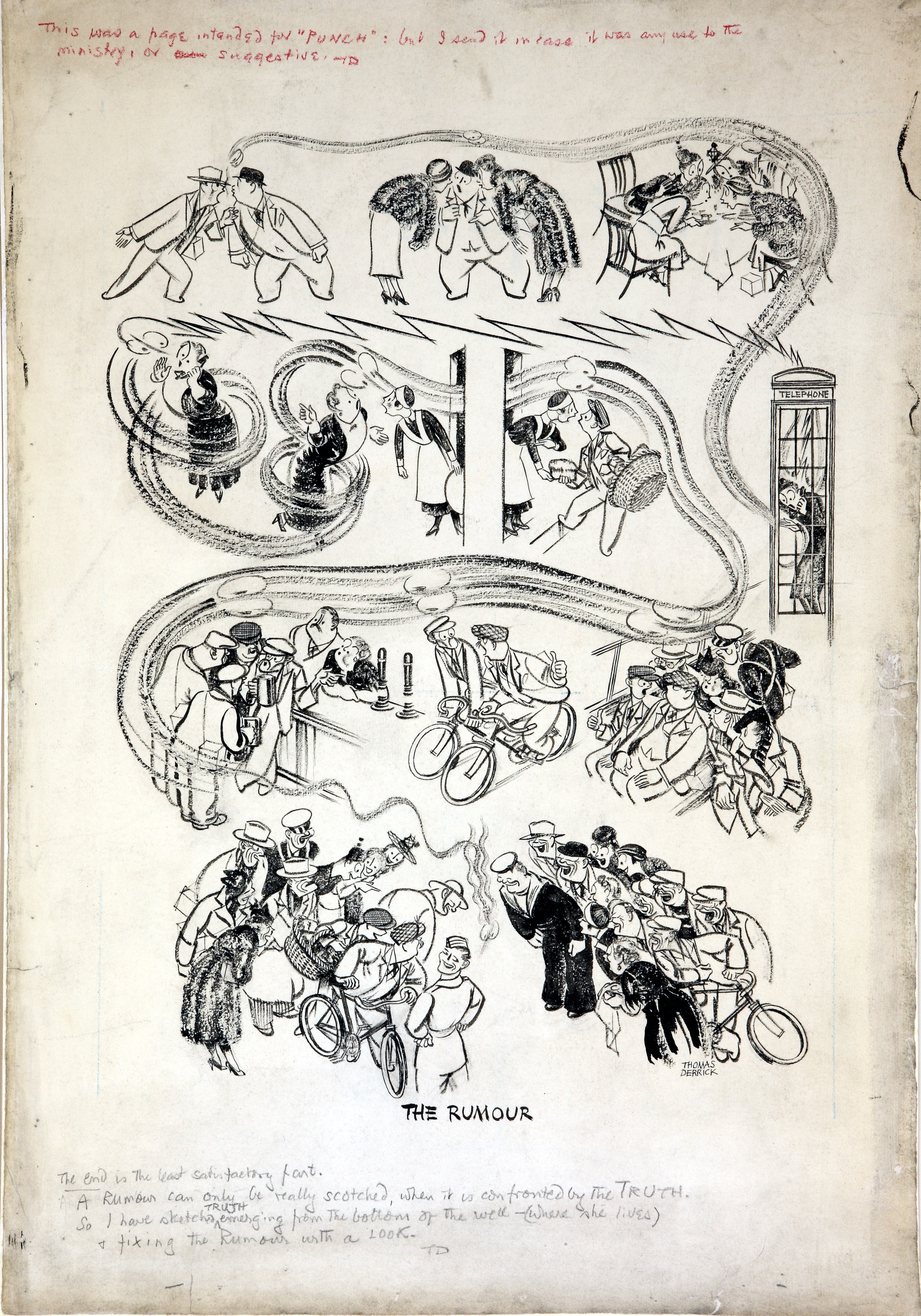
The Rumour

Ein Gerücht (griech. pheme bzw. phama; lat. fama), auch Ondit (frz. on dit ‚man sagt‘), ist eine unverbürgte Nachricht, die stets von allgemeinem bzw. öffentlichem Interesse ist, sich diffus verbreitet und deren Inhalt mehr oder weniger starken Veränderungen unterliegt. Das wichtigste Merkmal eines Gerüchts stellt die Ungesichertheit der weitergegebenen Information dar.

## Formen
Gemäß der Klassifikation von Robert H. Knapp (1944) lassen sich Gerüchte in drei Kategorien einteilen:
1. Wunschgerüchte (Hoffnung auf ein positives Ereignis)
2. Aggressionsgerüchte (Feindseligkeit gegenüber anderen)
3. Angstgerüchte (Furcht vor einem negativen Ereignis)

Außerdem lassen sich Gerüchte hinsichtlich ihres Inhalts klassifizieren, wie beispielsweise organisationale Gerüchte (DiFonzo et al., 1994) oder Produktgerüchte (Miller, 2013).

## Abgrenzung
In dieser allgemeinen Bedeutung wird der Begriff gelegentlich mit „Klatsch“ und „moderne Sage“, im Fall der Skepsis oder nachgewiesenen Unwahrheit auch mit „Legende“ oder „Märchen“ synonym verwendet. Im engeren Sinne des Begriffs werden bei einem Gerücht – anders als beim Klatsch – die erzählten Ereignisse in der Regel nicht einzelnen Personen zugeschrieben; bei der modernen Sage sind demgegenüber konkrete Personen zwar vorhanden, werden aber namentlich nicht erwähnt. Strategisch lancierte Gerüchte in der Politik werden der Propaganda zugerechnet.

### Verwandte Begriffe
- Als Flüsterpropaganda bezeichnet man einen Vorgang, bei dem meist durch die Politik geheim gehaltene Vorkommnisse weitererzählt werden und so langsam unter die Bevölkerung und damit in die Öffentlichkeit gelangen. Diese häufig in totalitären Staaten vorkommende Verbreitung von Nachrichten kann zu Gerüchten führen.
- Latrinenparolen sind umgangssprachlich abwertend bezeichnete Gerüchte, die zumeist irreführend oder falsch sind und heimlich verbreitet werden. Das Wort stammt aus der Soldatensprache, da sich in Kasernen oder anderen Unterkünften an der dortigen Sickergrube oder auch Latrine alle Mannschaftsgrade zur gemeinsamen Entleerung trafen und wo auch Informationen ausgetauscht und dann weitergegeben worden sind. Synonyme sind Latrinengerücht oder derber Scheißhausparole.
- Stammtischparolen bezeichnen stereotype Versatzstücke einer lokalen Meinungsbildung und umfassen ebenfalls Gerüchte.

## Rahmenbedingungen der „Gerüchteküche“
Das Gerücht lebt von dem Spannungsverhältnis, ob es denn nun wahr oder unwahr ist. Daher erweckt es Interesse und erregt Aufmerksamkeit. Erfüllt es vorhandene Erwartungshaltungen (Ängste, Hoffnungen etc.), fällt ein Gerücht auf einen nahrhaften Boden; es scheint für Momente Orientierung zu bieten.
Ein Gerücht bedient zudem soziale Bedürfnisse nach Nähe und Übereinkunft. Durch das Teilen eines vermeintlichen Geheimnisses wird kurzzeitig so etwas wie eine Gemeinschaft der Wissenden hergestellt, die über gemeinsam geteilte Gefühle wie der Schadenfreude oder moralischer Entrüstung gestärkt wird. Darüber festigen sich vorhandene informelle Normen.

### Entstehung und Verbreitung
Ein Gerücht entsteht, wenn jemand (man kann ihn als Urheber des Gerüchts bezeichnen) eine Tatsachenbehauptung oder eine These "in die Welt setzt", also mindestens einem Dritten gegenüber äußert. Typisch für ein Gerücht ist ein gewisser Verbreitungsgrad. Er hängt davon ab, wie oft und wie schnell ein durchschnittlicher Empfänger das Gerücht weitererzählt.
Die Tatsachenbehauptung oder These kann wahr, halbwahr oder unwahr sein; man kann zwischen Unwahrheit und Lüge unterscheiden (im ersteren Fall glaubt der Urheber selber an seine Falschaussage; im zweiten Fall nicht; zu möglichen Motiven einer Lüge siehe Lüge).
Das Entstehen einer unwahren Tatsachenbehauptung oder These wird begünstigt, wenn der Urheber eine stark subjektiv gefärbte Wahrnehmung hat, unstrukturiert denkt, Vermutungen für Tatsachen nimmt, ein Missverständnis nicht bemerkt, wenn er zu Verschwörungstheorien neigt und/oder wenn er niedere Motive hat (als solche gelten z. B. Schadenfreude, Bosheit, Neid, Missgunst (impliziert Destruktivität)).
Gerüchte kann man schriftlich oder mündlich verbreiten bzw. weiterverbreiten (siehe auch Tratsch); auch Massenmedien können dies. Motive zum "weitererzählen" können ein subjektiv empfundener Neuigkeitswert bzw. Sensationsgrad sein oder eine persönliche Betroffenheit.
Manchmal wird beim Weitererzählen eines Gerüchts der Rezipient gebeten, es nicht weiterzuerzählen und/oder nicht zu verraten, von wem er das Gerücht gehört hat (Vertraulichkeit). Der Erzähler kann ein berechtigtes Interesse daran haben. Ein Beispiel: X erzählte Y Ende 1942 das (wahre) Gerücht, die militärische Lage in der Schlacht von Stalingrad sei weitaus schlimmer als vom NS-Regime behauptet. Eine solche Aussage konnte den Erzähler das Leben kosten (Anklage wegen Wehrkraftzersetzung).
Feldexperimente, in denen Forscher bewusst Gerüchte in Umlauf brachten, ergaben, dass an der verformenden Weitergabe von Gerüchten bestimmte Personen einer Population in besonderem Ausmaß beteiligt sind. Eine große Rolle spielen deren Glaubwürdigkeit und Autorität. F. C. Bartlett (1932) konnte mit der Methode der Kettenreproduktion folgende Tendenzen der Gerüchtbildung modellieren: Vereinfachung, Strukturierung, Dramatisierung, Detaillierung und Schuldzuweisung.
Das Phänomen, dass Nachrichten beim mehrfachen Weitergeben verändert werden, wird auch Stille Post genannt.

### Gerüchte in Volkserzählungen
Das Gerücht wird von der volkskundlichen Erzählforschung als eine eher exotische Gattung der Volksprosa betrachtet. Es ist meist kurz und direkt, die Mitteilung erfolgt oftmals in der dritten Person und bezieht sich für gewöhnlich auf etwas bereits Geschehenes. Charakteristische Textrahmen wie „Ich habe gehört, dass …“ zu Beginn oder „Ist das nicht ein Ding?“ am Ende des Erzählten liegen sowohl im fragwürdigen Wahrheitsgehalt als auch in der moralischen Ambivalenz begründet. Das Gerücht steht in besonderer Relation zur Sage, auch zur modernen Sage.

## Funktionsbereiche
In Anlehnung an DiFonzo und Bordia (2007) haben Hutchinson und Appel (2020) eine Klassifikation unterschiedlicher Funktionsbereiche von Gerüchten zusammengetragen:
- Mehrdeutigkeit entgegenwirken
- Bedrohungen bewältigen
- Unterhaltung
- Kommunikation von Gruppennormen
- Anderen Schaden zufügen

## Glaubhaftigkeit
Ob einem Gerücht Glauben geschenkt wird, hängt von unterschiedlichen Faktoren ab. Gemäß dem confirmation bias werden Informationen eher geglaubt, wenn diese den eigenen Ansichten entsprechen. Informationen werden außerdem als glaubhafter wahrgenommen, wenn sie von verschiedenen Quellen verbreitet werden und die Quellen als glaubwürdig wahrgenommen werden. Außerdem wird Gerüchten entsprechend dem Illusory Truth Effect eher Glauben geschenkt, wenn diese mehrfach gehört werden.

## Beendigung von Gerüchten
Gemäß Merten (2009) gibt es vier verschiedene Möglichkeiten, um ein Gerücht zu beenden:
1. Der im Gerücht behauptete Sachverhalt lässt sich – für alle Kenner des Gerüchts wahrnehmbar oder erfahrbar – in den Medien als definitiv nicht zutreffend darstellen. Das trifft beispielsweise für alle Prognose-Gerüchte (etwa Weltuntergangsgerüchte) zu.
2. Alle Adressaten wurden vom Gerücht erreicht, sodass sich niemand mehr dafür interessiert.
3. Ereignisse höherer Aktualität (das könnte auch ein noch aktuelleres Gerücht sein) treten ein und überlagern den Gerüchteprozess, sodass dieser abstirbt.
4. In der Öffentlichkeit werden das Gerücht und dessen Kontext rückhaltlos und vor allem glaubhaft aufgeklärt.